# Half Hour Of Power
Half Hour Of Power е EP на пънк рок групата Sum 41. Той е издаден 27 юни 2000 г. от Big Rig Рекърдс, дъщерно дружество на Island Рекърдс (САЩ), както и Aquarius Рекърдс (Канада). Някои източници посочват албума като първия студиен албум на групата, с изключение на мълчаливата скрита песен в края на албума.

## Песни
1. Grab The Devil By The Horns And Fuck Him Up The Ass 1:07
2. Machine Gun 2:29
3. What I Believe 2:50
4. T.H.T. 0:44
5. Makes No Difference 3:11
6. Summer 2:42
7. 32 Ways To Die 1:31
8. Second Chance For Max Headroom 3:51
9. Dave's Possessed Hair/It's What We're All About 3:48
10. Ride The Chariot To The Devil 0:55
11. Another Time Around/Silence (Скрита Песен) 6:52